# パパは、出張中!
『パパは、出張中!』（パパは、しゅっちょうちゅう!、セルビア・クロアチア語: Otac na sluzbenom putu、英語: When Father Was Away on Business）は1985年制作のユーゴスラビア映画。カンヌ国際映画祭パルム・ドール受賞。

## ストーリー
第二次世界大戦後のサラエヴォ。6歳のマリクは父と母、祖父と共にそれなりに幸せな生活を送っていた。しかしある日、父親のメーシャが突然逮捕されてしまう。逮捕の理由は、メーシャが愛人のアンキッツァに漏らしたちょっとした国家批判が政府側の人物に漏れてしまったせいであった。父親はどこに行ったのかと尋ねるマリクに母親のセーナは「パパは、出張中よ」というしかなかった。

## キャスト
- マリク：モレノ・デバルトリ
- 父メーシャ：ミキ・マノイロヴィッチ
- 母セーナ：ミリャナ・カラノヴィッチ
- 人民委員会のジーヨ：ムスタファ・ナダレヴィチ
- 体操教師アンキッツァ：ミラ・ファーラン
- 祖父ムザフェル：パヴレ・ヴイシッチ
- マーシャ：シルヴィア・プハリッチ

## スタッフ
- 監督：エミール・クストリッツァ
- 製作：Forum Sarajevo
- 脚本：アブドゥラフ・シドラン
- 音楽：ゾラン・シミャノヴィッチ
- 撮影：ヴィルコ・フィラチ
- 美術デザイン：Predrag Lukovac
- 編集：Andrija Zafranovic
- 衣装：Divna Jovanovic
- 日本語字幕：清水馨